# Salaisuudet (singolo)
Salaisuudet è un singolo della cantante finlandese Tuuli, pubblicato il 28 maggio 2012.

## Tracce
1. Salaisuudet – 3:26